# Phasianus versicolor

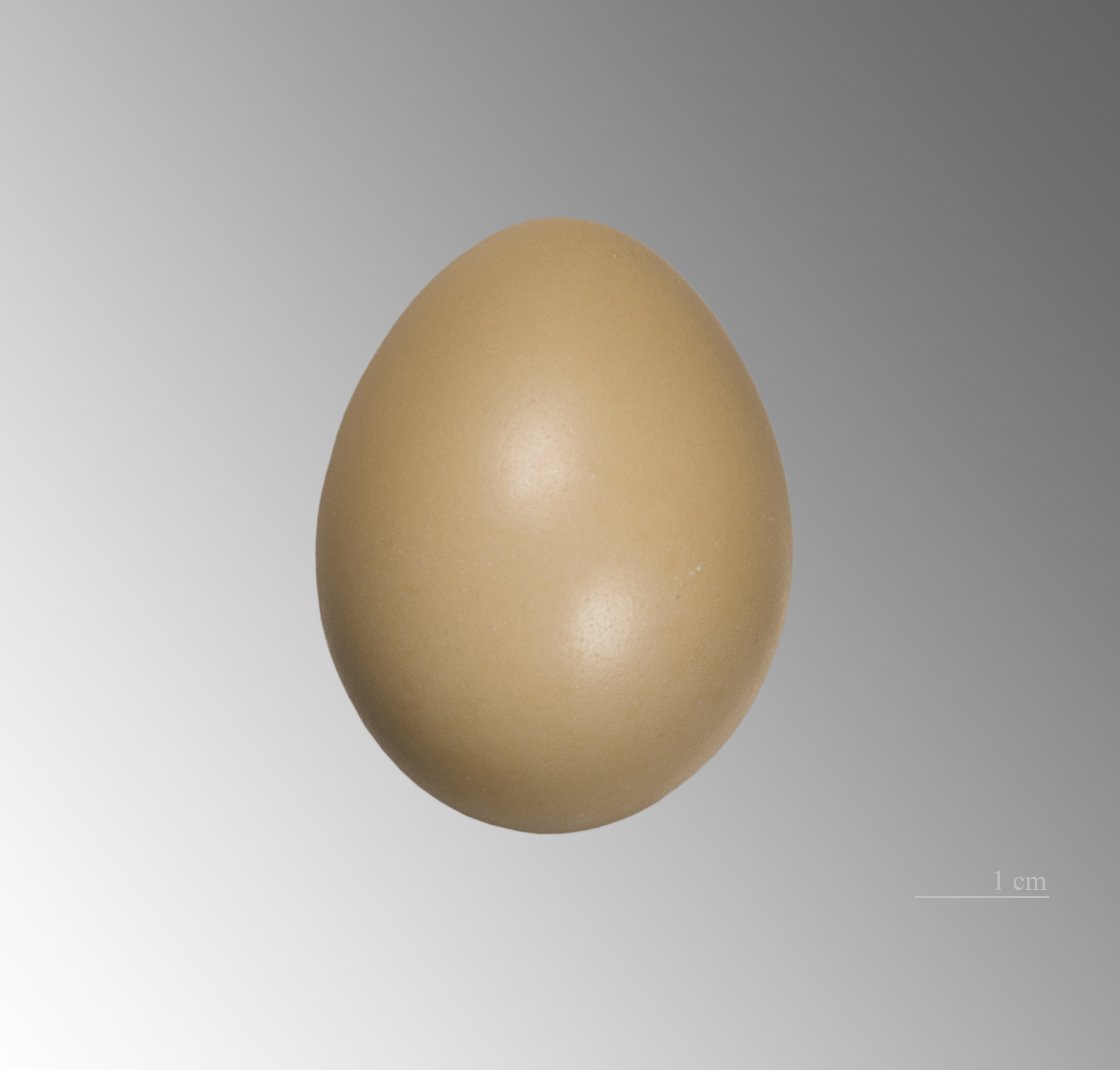
Phasianus versicolor uovo di fagiano verde

Il fagiano verde o fagiano versicolore (Phasianus versicolor), conosciuto anche come fagiano giapponese, è un uccello dei bassopiani. Strettamente imparentato con il fagiano comune, a tal punto che alcuni autori considerano il fagiano verde una sottospecie del fagiano comune (Phasianus colchicus versicolor).
Il maschio si distingue per il piumaggio verde scuro del petto e del mantello. Il maschio ha il collo viola iridescente, la pelle nuda sulla faccia di colore rosso e la coda verde-violetto. La femmina è più piccola del maschio e ha un piumaggio bruno uniforme con macchie scure.
Originario ed endemico dell'arcipelago giapponese, il fagiano verde è l'uccello nazionale del Giappone.
Questa specie è comune e largamente diffusa in tutto il suo areale originario. Frequenta le aree coltivate ed è spesso possibile vederlo nei pressi degli insediamenti umani; è stato anche introdotto come selvaggina alle Hawaii e negli Stati Uniti.